# BMW N20
| N20                            | N20                                                   |
| ------------------------------ | ----------------------------------------------------- |
|                                |                                                       |
| Виробник:                      | BMW                                                   |
| Марка:                         | N20                                                   |
| Тип:                           | Чотирициліндровий двигун                              |
| Робочий об'єм:                 | - 1,6 л - (1,592 куб.см) - 2,0 л - (1,997 куб.см) см3 |
| Максимальна потужність:        | 125-180 кВт (168–241 к.с.) кВт                        |
| Максимальний обертовий момент: | 250-350 Н⋅м Н·м                                       |
| Циліндрів:                     | 4                                                     |
| Клапанів:                      | 16                                                    |
| Хід поршня:                    | - 71,8 мм (2,83 дюйма) - 90,1 мм (3,55 дюйма) мм      |
| Діаметр циліндра:              | - 84 мм (3,31 дюйма) мм                               |
| Система живлення:              | Пряме впорскування, Турбонаддув                       |
| Охолодження:                   | рідинне охолодження                                   |
| Газорозподільний механізм:     | DOHC ланцюг                                           |
| Матеріал блоку циліндрів:      | Алюміній                                              |
| Матеріал ГБЦ:                  | Алюміній                                              |
| Тактність (число тактів):      | 4                                                     |
| Червона зона:                  | 7000 об/хв                                            |
| Рекомендоване паливо:          | Бензин                                                |

BMW N20  – це 1,6 і 2,0 л чотирициліндровий бензиновий двигун DOHC із турбонаддувом із змінним підйомом клапана та змінним газорозподілом, який замінив N53 (або BMW N52 на деяких ринках) і випускався BMW з 2011 по 2017 рік. Незважаючи на те, що N20 є чотирициліндровим двигуном, він вважається заміною атмосферному шестициліндровому N52/N53, оскільки він приводить в дію еквівалентні моделі, виробляючи таку ж потужність, як і N52/N53, із більшим крутним моментом на низьких обертах і кращою ефективністю.
N20 має подвійний спіральний турбокомпресор, подвійний VANOS (змінні фази газорозподілу), Valvetronic (змінний підйом клапана), безпосереднє впорскування, автоматичний стоп-старт та електричний водяний насос. N20 продавався разом із чотирициліндровим двигуном BMW N13 з турбонаддувом меншого об’єму. У 2012 році N20 потрапив до 10 найкращих двигунів Wards.
У 2014 році N20 почав замінюватися його наступником BMW B48.

## Колективний позов про несправність направляючої ланцюга ГРМ
На онлайн-форумах було добре задокументовано, що тисячі перших серійних двигунів N20 були виготовлені з несправними внутрішніми пластиковими напрямними ланцюга ГРМ. Докази свідчать про те, що в процесі виробництва направляючої ланцюга ГРМ використовувалися дефектні полікарбонатні композиції, і в результаті протягом дуже короткого періоду часу жорсткі пластикові напрямні ламаються і псуються в двигуні практично без попередження. Після виходу з ладу цих внутрішніх пластикових компонентів ланцюг ГРМ послаблюється (послаблюється) і «пропускає час» через стрибки зубів на верхній зірочці розподільного валу, що спричиняє катастрофічне пошкодження двигуна через зміну синхронізації між поршнем і клапаном і спричиняє щоб ці частини контактували одна з одною.
У 2017 році кілька власників подали колективний позов проти BMW, вимагаючи відшкодування за несправні агрегати. Позивачі в груповому позові щодо дефекту двигуна BMW прагнуть представляти загальнонаціональний клас споживачів, які постраждали від несправності та зносу направляючої ланцюга ГРМ, вторинної ланцюга, а також кількох підкласів для таких штатів, як Нью-Джерсі, Іллінойс, Флорида, Юта, Нью-Йорк, Колорадо, Техас, Алабама, Оклахома, Массачусетс, Каліфорнія, Вісконсін, Орегон і Північна Кароліна. У 2018 році BMW спробувала відхилити колективний позов. У 2019 році окружний суддя США Вільям Х. Уоллс частково задовольнив і частково відхилив клопотання BMW про відхилення претензій про продаж автомобілів з відомим дефектом двигуна. Уоллс також постановив, що автовиробник не може повністю відмовитися від позову.

## Моделі
| Двигун | Об'єм                   | Потужність                                | Крутний момент                             | Червона зона | Рік            |
| ------ | ----------------------- | ----------------------------------------- | ------------------------------------------ | ------------ | -------------- |
| N20B16 | 1 592 см3 (97,1 дюйм3)  | 125 кВт (168 гальм. к. с.) при 5000 об/хв | 250 Н⋅м (184 фунт⋅фут) при 1500-4700 об/хв | 7000         | 2013–дотепер   |
| N20B20 | 1 997 см3 (121,9 дюйм3) | 115 кВт (154 гальм. к. с.) при 5000 об/хв | 240 Н⋅м (177 фунт⋅фут) при 1250-4500 об/хв | 7000         | 2013–2017 роки |
| N20B20 | 1 997 см3 (121,9 дюйм3) | 135 кВт (181 гальм. к. с.) при 5000 об/хв | 270 Н⋅м (199 фунт⋅фут) при 1250-4500 об/хв | 7000         | 2011–2017 роки |
| N20B20 | 1 997 см3 (121,9 дюйм3) | 160 кВт (215 гальм. к. с.) при 5500 об/хв | 310 Н⋅м (229 фунт⋅фут) при 1350-4800 об/хв | 7000         | 2012–2017 роки |
| N20B20 | 1 997 см3 (121,9 дюйм3) | 180 кВт (241 гальм. к. с.) при 5000 об/хв | 350 Н⋅м (258 фунт⋅фут) при 1250-4800 об/хв | 7000         | 2011–2017 роки |

### N20B16
Застосування:
125 версія кВт
- 2013–2016 F10 520i (лише Туреччина)[6]
- 2017–тепер G30 520i (тільки Туреччина, В’єтнам і Греція)[7]
- 2018–тепер G20 320i (лише Туреччина, Туніс[8], В’єтнам і Греція)[9]

### N20B20
Застосування: 
115 версія кВт
- 2013-2016 E89 Z4 sDrive18i
- 2013-2017 F25 X3 sDrive18i

135 версія кВт
- 2011–2015 E84 X1 xDrive/sDrive20i
- 2011–2017 F25 X3 xDrive20i
- 2012–2015 F30 320i
- 2013–2016 F34 320i GT
- 2014–2016 F32 420i
- 2011–2016 F10 520i
- 2013-2016 F10 520Li
- 2011–2016 E89 Z4 sDrive20i
- 2014–2016 F22 220i
- 2015-2017 Brilliance Huasong 7 MPV [11]

160 версія кВт
- 2012–2017 F20 125i
- 2013–2016 F10 525Li
- 2015-2017 Brilliance Huasong 7 MPV [11].

180 версія кВт
- 2011–2016 E89 Z4 sDrive28i[12]
- 2011–2015 E84 X1 xDrive/sDrive28i[13]
- 2012–2017 F25 X3 xDrive28i
- 2011–2016 F30 328i
- 2014-2016 F32 428i
- 2012–2016 F10 528i
- 2013–2016 F34 328i GT
- 2014–2016 F22 228i
- 2014–2017 F26 X4 xDrive28i

2016–2018 F15 X5 xDrive40e